# Run (krykiet)
Run (pl. bieg) – podstawowa jednostka punktowania w krykiecie.
Zasadniczo runy zdobywane są przez batsmanów. Ich łączna liczba, po dodaniu ewentualnych runów karnych (extras) przyznanych za naruszenia regulaminu przez przeciwników, składa się na ogólny wynik danej drużyny.

## Zasady
Reguły zdobywania runów opisane są w punkcie 18. zasad krykieta. 
Najprostszym sposobem zdobycia runu jest takie odbicie piłki przez batsmana, by mógł bez bycia wyeliminowanym przebiec na drugi koniec pitchu, poza linię wyznaczającą bezpieczny obszar, a non-striker mógł pokonać tę samą drogę w przeciwnym kierunku. Jeżeli okoliczności pozwolą, obaj zawodnicy mogą znów ruszyć wzdłuż pitchu na poprzednie pozycje (w ten sposób na konto drużyny trafia drugi run), a następnie zamienić się pozycjami dowolną liczbę kolejnych razy (trzeci i następne runy). 
Jednorazowo, bez ruszania się z miejsca, batsman może też zdobyć sześć runów, jeżeli wybije piłkę poza granicę pola gry tak, iż przed jej przekroczeniem nie dotknie ona ziemi, lub cztery, jeżeli znajdzie się poza polem gry, dotknąwszy wcześniej ziemi.
Karne runy przyznawane są w kilku kategoriach:
- za rzuty niezgodne z zasadami (no ball, wide), w tym przypadkach oprócz doliczenia punktów karnych bowler musi ponownie wykonać rzut
- w sytuacjach kiedy batsmanom uda się przebyć pitch, pomimo że nie odbili piłki kijem - jeżeli piłka uderzyła odbijającego w ubranie ochronne na nogach (pad) jest to leg bye, jeżeli piłka nie dotknie batsmana w ogóle jest to bye